# Uka (vulcano)
L'Uka è un vulcano, a scudo di tipo islandese attualmente spento, sorge nella parte settentrionale luno il fianco orientale della Catena Centrale a un'altitudine di 1.643 m s.l.m., nella penisola della Kamčatka. I primi studi del vulcano, basati su criteri puramente morfologici, indicavano la data di formazione del monte all'Olocene, studi recenti hanno indicato che la composizione ne indica una orogenesi più recente.